# Xã Nottingham, Quận Washington, Pennsylvania
Xã Nottingham (tiếng Anh: Nottingham Township) là một xã thuộc quận Washington, tiểu bang Pennsylvania, Hoa Kỳ. Năm 2010, dân số của xã này là 3.036 người.